# Nikólaosz Mihaloliákosz
Nikólaosz G. Mihaloliákosz (görögül: Νικόλαος Γ. Μιχαλολιάκος, 1957. december 16. –) a szélsőjobboldali Arany Hajnal párt megalapítója és vezetője Görögországban.

## Fiatalkora és tanulmányai
Mihaloliákosz 1957-ben Athénben született. Pártja szerint az Athéni Nemzeti Kapodísztriasz Egyetem Matematika Karán végezte a tanulmányait.

## Politikai hatások
16 évesen csatlakozott Konstantinos Plevris nacionalista Augusztus 4. Pártjához. Emellett részt vett az EOKA-B helyi szervezetének működésében. Először 1974. júliusban, a Brit Nagykövetség előtti tüntetésen tartóztatták le, melyet az Egyesült Királyságnak a Ciprus 1974-es török megszállása idején tanúsított hozzáállása elleni tiltakozásként tartottak. 1976. decemberben szintén letartóztatták, mikor Evangelos Mallios, a görög katonai junta idején állítólag kínzásokat elkövető rendőr temetéséről tudósító újságírókra támadt rá. Később technikai eljárási hibákra hivatkozva szabadon engedték. A börtönben találkozott a junta vezetőivel. Ezután csatlakozott a görög hadsereghez, és a Gyors Bevetésű Parancsnokság parancsnoka lett. 1978. júliusban ismét letartóztatták, mikor egy szélsőbaloldali csoport tagja lett, és illegális fegyver- illetve robbanóanyag-tartás miatt 1979. januárban egy év börtönbüntetésre ítélték. Ezen kívül felfüggesztették a hadseregnél betöltött pozíciójából is.
Szabadulása után elindította az Arany Hajnal magazint. Az újság belső politikája rokonvonásokat mutatott a nemzeti szocialistákéval. A folyóirat kiadását 1984. áprilisban felfüggesztették, mikor Mihaloliakosz csatlakozottt a Nemzeti Politikai Unióhoz, és Georgios Papadopoulos személyes közbenjárására átvette annak ifjúsági tagozatának a vezetését. 1985. januárban szakított a Nemzeti Politikai Unióval, és megalakította a Nemzetmozgalmi Párt – Arany Hajnalt.
Mihaloliakosz a párt 2005. novemberben bejelentett feloszlásáig annak vezetője maradt. Akkor azért döntött a párt megszüntetése mellett, mert összetűzésbe került az antifasisztákkal. 2005–2007 között volt párttársainak többségéhez hasonlóan Patrióta Szövetség színeiben folytatta a politizálást. 2007-ben a vezetése alatt megreformálták a pártot.
Az Arany Hajnal politikai párt az 1990-es és a korai 2000-es években kapott nagyobb nyilvánosságot. 2012. májusban Mihaloliákosz vezetésével a görög gazdasági válság idején megtartott népszavazáson a párt 21 képviselői helyet szerzett. Gyakran voltak a nemzetközi figyelem középpontjában, sok ellentmondásos ügybe belekeveredtek, és többen nyíltan elítélték őket. Gyakran amiatt kritizálták, hogy Mihaloliákosz gyakran tagadta a gázkamrák létezését, melyekkel a nácik a második világháború idején zsidókkal, homoszexuálisokkal és más civilekkel végeztek.
2013. szeptemberben őrizetbe vették, mert a vád szerint bűnszervezet létrehozásában segédkezett, majd 2015. júliusban szabadlábra helyezték. 2020 októberében pártját, az Arany Hajnalt bűnszövetkezetnek minősítette egy athéni bíróság. Nikólaosz Mihalolikáoszt, és a párt több vezetőjét ezzel együtt 13 év letöltendő szabadságvesztésre ítélték.